# Centropogon hazenii
Centropogon hazenii är en klockväxtart som först beskrevs av Henry Allan Gleason, och fick sitt nu gällande namn av Franz Elfried Wimmer. Centropogon hazenii ingår i släktet Centropogon och familjen klockväxter. Inga underarter finns listade i Catalogue of Life.